# Josef Emler

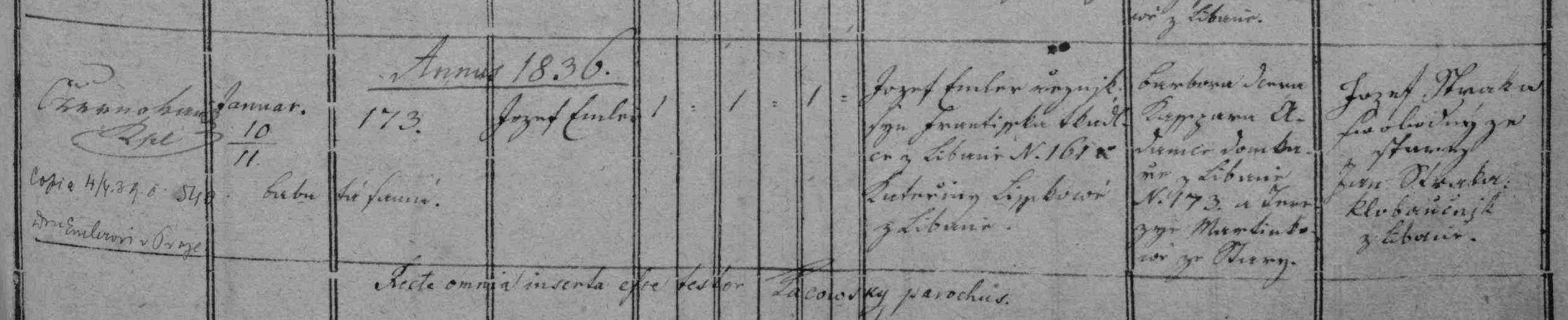
matriční zápis o narození a křtu Josefa Emlera (matrika N 1826–1851 Libáň (SOA Zámrsk))

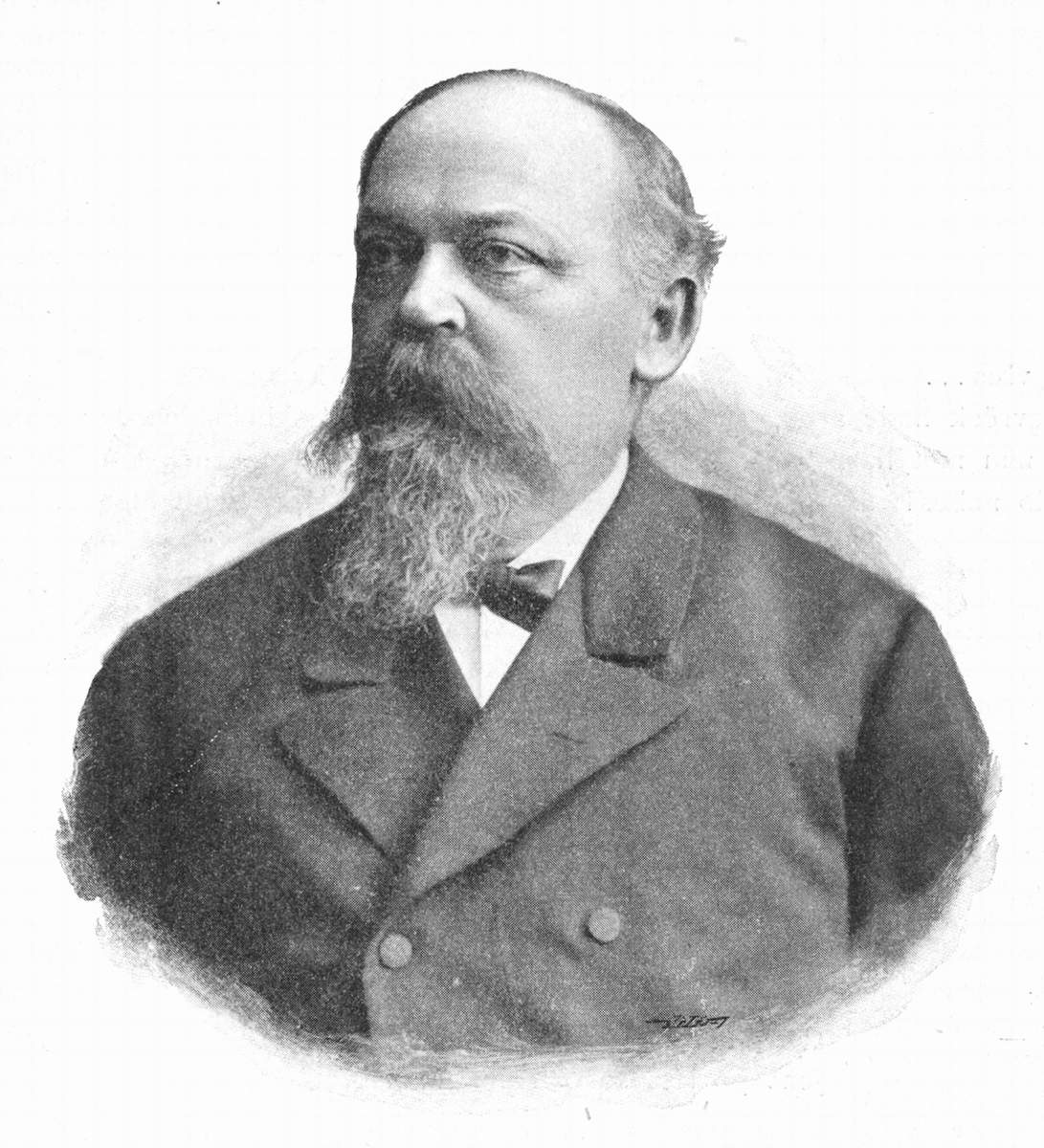
Josef Emler (1836–1899)

Josef Emler (10. ledna 1836 Libáň – 10. února 1899 Praha) byl český historik, archivář a vydavatel edic.

## Život
V letech 1856–1859 studoval historii a filologii na univerzitě ve Vídni, poté následovalo studium na Ústavu pro rakouský dějezpyt v letech 1859–1861, kde byl žákem předních vědců té doby jako byli např. Theodor von Sickel, Albert Jägr, Josef Aschbach a další. V roce 1860 získal stipendium pro studium v jihoněmeckých archivech, kde zpracovával kancelářské listiny Konráda II. a Jindřicha III. Krátce učil na gymnáziu v Ječné (1862–63). V roce 1869 obhájil na pražské univerzitě doktorát a v roce 1872 získal habilitaci na základě spisu O zbytcích desk zemských v r. 1541 pohořelých.
Po smrti Karla Jaromíra Erbena (1870) nastoupil v roce 1871 na místo ředitele městského archivu, dnešního Archivu hlavního města Prahy, kde setrval až do roku 1896, kdy ze zdravotních důvodů odešel na odpočinek. Po celou dobu svého působení v archivu se Josef Emler věnoval knihovně, jejímu rozšiřování i opravám poškozených publikací, dále se zasloužil o novou inventarizaci městských knih a zvýšení dotací na knihovnu. Jeho nástupcem ve funkci ředitele se stal Jaromír Čelakovský.
V 70.–80. letech 19. století vykonával funkci jednatele Národního muzea a člena redakční rady časopisu Památky archeologické. Z titulu této funkce také přednesl jeden ze zahajovacích projevů při otevření nové budovy muzea v roce 1891.
V roce 1886 vytvořil na žádost městské rady vlajku Prahy. Barvy vlajky jsou odvozeny ze znaku města (červený štít a zlatá hradba s věžemi).

### Rodina
Dne 21. února 1865 se v Nymburku oženil s Kateřinou Dlabačovou (1843–1919), dcerou přítele Boženy Němcové, MUDr. Jana Dlabače (1809–1873) a Marie rozené Černé (1801–1850). Josef Emler byl tedy bratrancem pražského primátora Tomáše Černého. Manželé Emlerovi měli tři dcery a jednoho syna.

## Dílo
- Rukovět chronologie křesťanské
- Průvodce po radnici staroměstské
- Die Kanzlei der böhmischen Könige Přemysl Ottokars II. und Wenzels II. und die aus derselben hervorgegangenen Formelbücher

### Edice
- Deset urbářů českých z doby před válkami husitskými
- Ein Bernaregister des Pilsner Kreises vom Jahre 1379
- Fontes rerum Bohemicarum
- Pozůstatky desk zemských království českého roku 1541 pohořelých
- Regesta diplomatica nec non epistolaria Bohemiae et Moraviae – díly II., III. a IV. (1253–1346)
- Regesta Imperii
- Sněmy české
- Spisové císaře Karla IV. na oslavu pětistyleté památky jeho
- Zlomek urbáře kláštera hradišťského